# Jonathan Fischer (Fußballspieler)
Jonathan Frost Fischer (* 9. November 2001 in Kopenhagen) ist ein dänischer Fußballtorwart, der beim FC Metz unter Vertrag steht.

## Karriere

### Anfänge in Kopenhagen
Fischer begann seine Karriere im Norden von Kopenhagen, beim AB Gladsaxe. Für den Akademisk Boldklub kam er in 33 Spielen bei den A-Junioren zum Einsatz. Im Jahr 2018 wurde er für ein halbes Jahr in die U-17 von Brøndby IF verliehen, wo er in 11 Spielen zum Einsatz kam. Sein erstes Pflichtspiel im Herrenbereich absolvierte er in der Aufstiegsrunde 2018/19 der 2. Division. Bei der 0:1-Auswärtsniederlage am 22. Mai 2019 gegen B93 Kopenhagen spielte Fischer die kompletten 90 Minuten. Nach drei Saisons, in denen Fischer und der Klub stets um den Aufstieg mitspielten, diesen aber nicht erreichten, entschied sich Fischer für den Wechsel zum Zweitligisten Hobro IK.

### Zeit beim Hobro IK
Sein Pflichtspieldebüt für Hobro gab Fischer in der 1. Runde des DBU-Pokals bei einem 2:0-Auswärtssieg gegen Vejgaard. In der regulären Saison 2022/23 kam Fischer in der Liga in keinem Spiel zum Einsatz. Als Pokaltorhüter absolvierte er noch zwei weitere Pokalspiele. In der 3. Runde des Pokals traf Hobro auf den dänischen Rekordpokalsieger FC Kopenhagen. Dieser konnte sich erst im Elfmeterschießen durchsetzen. Von den 5 geschossenen Elfmetern konnte Fischer keinen halten. Sein erstes Pflichtspiel in der Liga absolvierte Fischer am 9. Spieltag der 1. Division bei einem 0:2 in der Abstiegsrunde gegen HB Køge. In seiner zweiten Saison in Hobro wurde Fischer zum Stammspieler. Er absolvierte alle 18 Ligaspiele vor der Winterpause, zudem 2 von 3 möglichen Pokalspielen. In der Winterpause wurde bekannt, dass er zum norwegischen Erstligisten Fredrikstad FK wechselt.

### Erste Auslandsstation
Beim norwegischen Erstliga-Aufsteiger erhielt er die Rückennummer 30 und wurde auf Anhieb Stammspieler. Nach seinem Debüt am 1. Spieltag gegen Bodø/Glimt (0:2-Niederlage), spielte Fischer auch in allen anderen 29 Ligaspielen über die komplette Distanz. Mit Fredrikstad erlebte er eine überraschend erfolgreiche Saison. Der Klub landete in der Liga am Saisonende als Aufsteiger auf Platz 6. Im Pokal spielte Fischer ab der 3. Runde als Stammspieler und hatte damit einen Anteil an der sensationellen Pokalsaison Fredrikstads. Diese wurde im Finale gegen Molde FK gekrönt. Im Elfmeterschießen gewann Fredrikstad mit 5:4.

### Wechsel nach Frankreich
Am 29. Juli 2025 gaben der norwegische Klub Fredrikstad FK und der französische Erstligist FC Metz den Transfer von Fischer bekannt. Für ungefähr 3 Mio. Euro wechselt Fischer nach Metz.

## Erfolge
- Norwegischer Pokalsieger 2024